# Miotropis mellea
Miotropis mellea är en stekelart som först beskrevs av William Harris Ashmead 1904.  Miotropis mellea ingår i släktet Miotropis och familjen finglanssteklar. Inga underarter finns listade i Catalogue of Life.